# The Eye - Lo sguardo
The Eye - Lo sguardo (Eye of the Beholder) è un film del 1999 diretto da Stephan Elliott.
Si tratta del remake del film francese del 1983 Mia dolce assassina, entrambi tratti dal romanzo di Marc Behm L'Occhio che guarda.

## Trama
Stephen Wilson sotto lo pseudonimo di The Eye lavora presso i servizi segreti britannici e viene incaricato di pedinare Joanna una donna misteriosa e bellissima che ricatta il figlio di un importante senatore. Tra le foto scattate durante i suoi appostamenti, Wilson intravede l'immagine della figlia defunta ed inizia a pedinare la donna in ogni suo spostamento, assistendo ai suoi molteplici omicidi. Ma s'infatuerà di lei e, invece di denunciarla, la proteggerà dalla morte in più di un'occasione senza che lei sospetti nulla. Anzi, alla fine, lei gli sparerà fraintendendo un suo atteggiamento. Lui che l'aveva tenuta in vita in più di un'occasione, sparando anche a dei suoi colleghi. E nonostante stia per morire per colpa sua Stephen cerca ancora di salvarla.

## Riconoscimenti
- Festival internazionale del cinema fantastico di Bruxelles - 2000
  - Corvo d'Argento per la regia a Stephan Elliott